# Teenage Mutant Ninja Turtles II: The Secret of the Ooze: The Original Motion Picture Soundtrack
Teenage Mutant Ninja Turtles II: The Secret of the Ooze: The Original Motion Picture Soundtrack är filmmusiken till filmen Teenage Mutant Ninja Turtles II - Kampen om Ooze från New Line Cinema. Filmmusikalbumet släpptes på SBK Records den 26 mars 1991, och innehöll 10 spår från filmen. Atmosfären är mer barnvänlig än föregående album. Låtar som This World och Back to School behandlar textmässigt teman som världsfred,  skolgång, och miljörörelse. Filmmusiken är förmodligen mest känd för "Ninja Rap" av Vanilla Ice.

## Låtlista
1. "Awesome (You Are My Hero) av Ya Kid K
2. "Ninja Rap" av Vanilla Ice och Frank Miller
3. "Find The Key To Your Life" av Cathy Dennis featuring David Morales
4. "Moov!" av Tribal House
5. "(That's Your) Consciousness" av Dan Hartman
6. "This World" av Magnificent Vii
7. "Creatures of Habit" av Spunkadelic
8. "Back to School" av Fifth Platoon
9. "Cowabunga" av Orchestra on the Half Shell
10. "Tokka and Rahzar: Monster Mix" av Orchestra on the Half Shell

## Övrigt
- Albumversionen av Ninja Rap har ett högre tempo än filmversionen.
- (That's Your) Consciousness räknas som filmens inledningsmelodi då en instrumentalversion av låten spelas i filmens början.
- (That's Your) Consciousness kallas ofta felaktigt för Consciousness (That's Your).
- Cowabunga är en remixversion av sköldpaddornas ord med dilaog från filmen. Här kan Raphael höras säga "Man I love bein' ah turtle" ("Människa, jag älskar att vara en sköldpaddan"). Den skall inte förväxlas med sången framförd av Michaelangelo på TMNT-albumet Coming Out of Our Shells.

### Fotnoter
1. ↑  ”Teenage Mutant Ninja Turtles Teenage Mutant Ninja Turtles 2: Secret of Ooze” (på engelska). Allmusic. 27 mars 1991. http://www.allmusic.com/album/teenage-mutant-ninja-turtles-2-secret-of-ooze-mw0000674604. Läst 27 december 2015.